# Пеко Таков
Пеко Петров Таков (Петър Петров Таков) е български политик от БКП. Участник е в Съпротивителното движение по време на Втората световна война. Партизанин от Партизански отряд „Георги Бенковски“ (Червен бряг).

## Биография

### Произход, образование и ранни години
Пеко Таков е роден е на 15 август 1909 г. в град Мездра, Врачанско, в железничарско семейство. По произход е от Цариброд.
Средното си образование получава в Търговската гимназия на Свищов и Червен бряг, между 1924 – 1928 г. От 1925 г. е член на РМС и активен участник в учителските борби. Работи като счетоводител в транспортна кантора в Червен бряг, същевременно е студент в Свободния университет на София. Член е на БРП (к.) от 1928 г. и през 1931 г. е определен за секретар на Райония комитет на БРП (к.). По решение на ЦК на 26 юни 1932 г. в село Бресте, се провежда Учредителна окръжна конференция, на която се създава Червенобрежкият партиен окръг. За окръжен секретар е избран Пеко Таков. За политическа дейност е арестуван три пъти. Осъден е по ЗЗД и изтърпява присъдата си в Шуменския и Сливенския затвор.
След излежаване на присъдата участва в Съпротивителното движение по време на Втората световна война. Политкомисар е на Единадесета Плевенска въстаническа оперативна зона от 1943 г., партизанин от Партизански отряд „Георги Бенковски“ (Червен бряг), впоследствие става командир на военно оперативен район и командир на отряда, и в същото време е секретар на свищовски ОК на БРП (к.), до 1943 г.  Получава две задочни смъртни присъди.

### Политическа кариера
След 9 септември 1944 г. е главен секретар на Общия земеделски професионален съюз (1945 – 1948). През 1945 година оглавява Селскостопанския отдел при ЦК на БРП (к.) и играе ключова роля в първите години на колективизацията. Заедно с Пело Пеловски става инициатор на предизвикалото особено недоволство облагане от 1950 година с наряд за мляко на яловите крави и воловете.
Председател е на ЦКС (1948 – 1962) и член на Бюрото на областния комитет на БРП (к.). Бил е председател на Областния комитет на ОФ в Плевен, член е на Президиума на ВНС и НС на ОФ (9 декември 1947 – 10 януари 1954) и на ЦК на БКП от 2 юни 1958 до 2 април 1976 г. Бил е член и на Политбюро на ЦК на БКП от 19 ноември 1966 до 2 март 1982 г. Официалната причина за изваждането му от Политбюро е по здравословни причини, а неофициалната е съденето на сина му Янчо Таков. Избиран е за министър на вътрешната търговия и услугите (1962 – 1971) и многократно за народен представител. Между 9 юли 1971 и 19 юни 1986 г. е зам.-председател на Държавния съвет на Народна република България.
Награден със званията „Герой на Народна република България“ (1979), Герой на социалистическия труд (Указ № 788 от 14 август 1969), пет ордена „Георги Димитров“, орден „13 века България“. Умира на 29 юни 2001 г. в София, България.